# Billlie
Le Billlie (빌리?) sono un gruppo femminile sudcoreano formatosi a Seul sotto la Mystic Story. Originariamente un gruppo composto da 6 membri, Sheon è stata aggiunta una settimana dopo la pubblicazione dell'EP di debutto del gruppo The Billage of Perception: Chapter One, uscito il 10 novembre 2021.

## Storia

### Prima del debutto
A febbraio 2020 la Mystic Story, sussidiaria della celebre agenzia k-pop SM Entertainment, ha aperto un account Instagram per il suo team di tirocinanti Mystic Rookies, composto da Moon Sua, Suhyeon, Haram, Tsuki, Siyoon, Lee Soomin e Miyu Takeuchi. Tutte le componenti del team erano membri potenziali del primo gruppo femminile dell'agenzia. Tuttavia, Soomin e Miyu hanno lasciato il team ad agosto 2020 e maggio 2021 rispettivamente.
Prima del debutto, Moon Sua è stata una tirocinante della YG Entertainment per 10 anni. Ha partecipato al talent show di Mnet Unpretty Rapstar 2, classificandosi terza. Suhyeon ha partecipato a Produce 101, classificandosi 69º, oltre che nel survival show Mix Nine di JTBC. Ha anche avuto dei ruoli di recitazione per il drama A-Teen nel 2018, e nel suo sequel A-Teen 2 nel 2019. Haram e Tsuki sono entrambe ex tirocinanti della SM Entertainment. La seconda ha lavorato come modella per la rivista Popteen, pubblicando anche il singolo "Magic" con il team di modelle MAGICOUR nel 2020. Siyoon ha partecipato al talent show K-pop Star 5.
Il 4 maggio 2021 Mystic Story ha confermato di avere in piano di far debuttare il gruppo nella seconda metà del 2021. Il 14 settembre è stato rivelato che il loro debutto sarebbe avvenuto a novembre.
Il 27 settembre 2021 una serie di dance cover sono state pubblicate in collaborazione con 1MILLION Dance Studio.

### 2021-presente: Debutto conThe Billage of Perception: Chapter One, "Snowy Night",The Collective Soul and Unconscious: Chapter One, eThe Billage of Perception: Chapter Two
L'11 ottobre è stato annunciato che il gruppo si sarebbe chiamato "Billlie", e che avrebbe incluso i membri Moon Sua, Suhyeon, Haram, Tsuki, Siyoon e un nuovo membro, Haruna.
Il 28 ottobre una canzone dedicata ai fans chiamata "Flowerld" è stata pubblicata nel canale YouTube del gruppo. In seguito è stato confermato che il brano sarebbe stato incluso nel loro album di debutto. La data di debutto è stata confermata per il 10 novembre, con il loro primo EP The Billage of Perception: Chapter One e con il loro brano apripista "Ring X Ring".
Il 19 novembre Mystic Story, l'etichetta discografica del gruppo, ha annunciato che l'ex concorrente di Girls Planet 999, show musicale di competizione di Mnet, si sarebbe aggiunta alle Billlie con il nome d'arte di Sheon, così diventando il settimo membro del gruppo. Il 14 dicembre il gruppo ha pubblicato il singolo The Collective Soul and Unconscious: Snowy Night, con "Snowy Night" come brano principale. Il singolo è la prima pubblicazione del gruppo con Sheon.
Il 10 febbraio 2022 è stato annunciato che le Billlie avrebbero pubblicato un nuovo album il 23 febbraio, intitolato The Collective Soul and Unconscious: Chapter One. L'EP ha come brano apripista "GingaMingaYo (the strange world)".
Un singolo in collaborazione tra il cantautore sudcoreano Yoon Jongshin e le Billlie è stato pubblicato il 14 luglio 2022 sotto il nome di Track by Yoon: Patbingsu, contenente il brano "Patbingsu" e la seconda traccia "Highway Romance".
L'8 agosto la Mystic Story ha affermato che le Billlie avrebbero pubblicato il sequel del loro primissimo EP molto presto. Il terzo EP del gruppo, The Billage of Perception: Chapter Two, contenente il brano principale "RING ma Bell (what a wonderful world)", è stato lanciato il 31 agosto 2022.

## Formazione
- Moon Sua (문수아?) – rap, voce
- Suhyeon (수현?) – voce
- Haram (하람?) – voce
- Tsuki (츠키?) – voce
- Sheon (션?) – voce, rap
- Siyoon (시윤) – rap
- Haruna (하루나) – voce

## Discografia

### EP
- 2021 – The Billage of Perception: Chapter One
- 2022 – The Collective Soul and Unconscious: Chapter One
- 2022 – The Billage of Perception: Chapter Two
- 2023 – The Billage of Perception: Chapter Three

### Singoli
- 2021 – RING X RING
- 2021 – snowy night
- 2022 – GingaMingaYo (the strange world)
- 2022 – RING ma Bell (what a wonderful world)
- 2023 – EUNOIA
- 2023 – DANG! (Hocus Pocus)
- 2023 – the soul savior ~ I don't need a superman

### Collaborazioni
- 2022 – Track by Yoon: Patbingsu (con Yoon Jongshin)

## Videografia
- 2021 – RING X RING
- 2021 – snowy night
- 2022 – GingaMingaYo (the strange world)
- 2022 – Patbingsu
- 2022 – RING ma Bell (what a wonderful world)
- 2023 – EUNOIA
- 2023 – BYOB (bring your own best friend)
- 2023 – DANG! (Hocus Pocus)